# Б стрептококе
Б стрептококе чији је најпознатији представник стрептококус агалактије (лат. Streptococcus agalactiae) су грам позитивне бактерије из рода стрептокока. По Ленсфилдовој класификацији (на основу структуре угљених хидрата ћелијског зида или Ц супстанце) сврстане су у групу Б. Изазивају инфекције код особа са ослабљеним имунитетом. Код новорођенчади спадају међу најчешће изазиваче менингитиса (уз ешерихију коли) и сепсе. 

## Изглед и грађа
Б стрептококе су бактерије лоптастог облика, груписане у у облику ланца или нити. Ћелијски зид грађен је из дебелог слоја муреина у ком се налазиполисахаридни полимер, супстанца А. На основу типа овог антигена сврстане су у грпу Б по Ленсфилду (погледати стрептококе). Спадају у групу β хемолитичких стрептокока, јер на хранљивој подлози крвни агар разлажу готово све еритроците и на тај начин стварају β зону хемолизе.

## Патогенитет и болести
За човека је једнино значајна врста стрептококус агалакције, зато ће се о овој бактерији говорити као о Б стрептококама. 
Ове бактерије изазивају инфекције коже, везивног ткива, мокраћних путева, запаљења плућа, сепсу итд. код особа са ослабљеним имунитетом. 
Код новорођенчади су један од најчешћих узрочника менингитиса и сепсе. Инфекција се јавља у првим данима (рани почетак инфекције) или првим недељама живота (касни почетак). Код инфекција раног почетка обично се дете зарази Б стрептококама у току порођаја, јер ове бактерије могу да насељавају вагину. Инфекција може имати тежак ток.